# A Night in Rome, Vol. 1
A Night in Rome, Vol. 1 è un album live di Art Farmer e Gerry Mulligan, pubblicato dalla Fini Jazz Records nel 1990. I brani furono registrati dal vivo il 19 giugno 1959 al Teatro Adriano di Roma (Italia).

## Tracce
Lato A
1. As Catch Can – 6:10 (Gerry Mulligan)
2. Walkin' Shoes – 6:51 (Gerry Mulligan)
3. Baubles, Bangles and Beads – 6:10 (George Forrest, Robert Craig Wright)

Lato B
1. Just in Time – 6:00 (Adolph Green, Betty Comden, Jule Styne)
2. I Can Get Started – 8:06 (Vernon Duke, Ira Gershwin)

## Musicisti
- Art Farmer - tromba
- Gerry Mulligan - sassofono baritono
- Gerry Mulligan - pianoforte (brano: I Can't Get Started)
- Bill Crow - contrabbasso
- Dave Bailey - batteria